# 马尔堡 (波兰)
马尔堡（發音：[ˈmalbɔrk] ⓘ），或按德語名譯馬林堡（德語：Marienburg），是波兰北部的一个城镇，是波美拉尼亚省马尔堡县的首府，人口40,135。马尔堡在13世纪由条顿骑士团建立，以马尔堡城堡闻名。

## 历史
马尔堡位于波兰北部的一个叫做祖瓦维（Żuławy）的区，位于维斯瓦河三角洲上。2006年马尔堡总共有38,478名居民，在2018年有38,723名居民。马尔堡在1975-98年属于埃尔布隆格省，并在1999年划归波美拉尼亚省。
马尔堡在1274年在诺加特河东岸被德意志人主导的条顿骑士团建立。马尔堡镇和城堡都是被叫做马林堡（德语）及马尔堡（波兰语）以纪念他们的主庇护人圣母玛丽。
马尔堡最有名的是他在13世纪建的中世纪城堡。最早马尔堡城堡是条顿骑士团骑士的总部。马尔堡镇在马尔堡城堡周边不断发展。
在格倫瓦爾德戰役败于的波蘭人和立陶宛人之後，條頓騎士團的实力被大大削弱。1410年，在波蘭人圍攻城堡之前，該鎮被條頓騎士團燒毀但圍攻後該鎮仍處於條頓騎士團的控制之下。马尔堡城堡在1460年完工，在不断的发展中成为了欧洲最大的哥特式堡垒。在十三年年战争的时候马尔堡被条顿骑士团的命令典当到他们从波希米亚精锐士兵手里。1457年他们把城堡卖给了波兰国王卡西米尔四世替代赔款。经过差不多230年持续的建设，马尔堡成为了中世纪堡垒的典范，马尔堡是世界中最大的用砖制的城堡，同时也是此类城堡中最精致的一个。

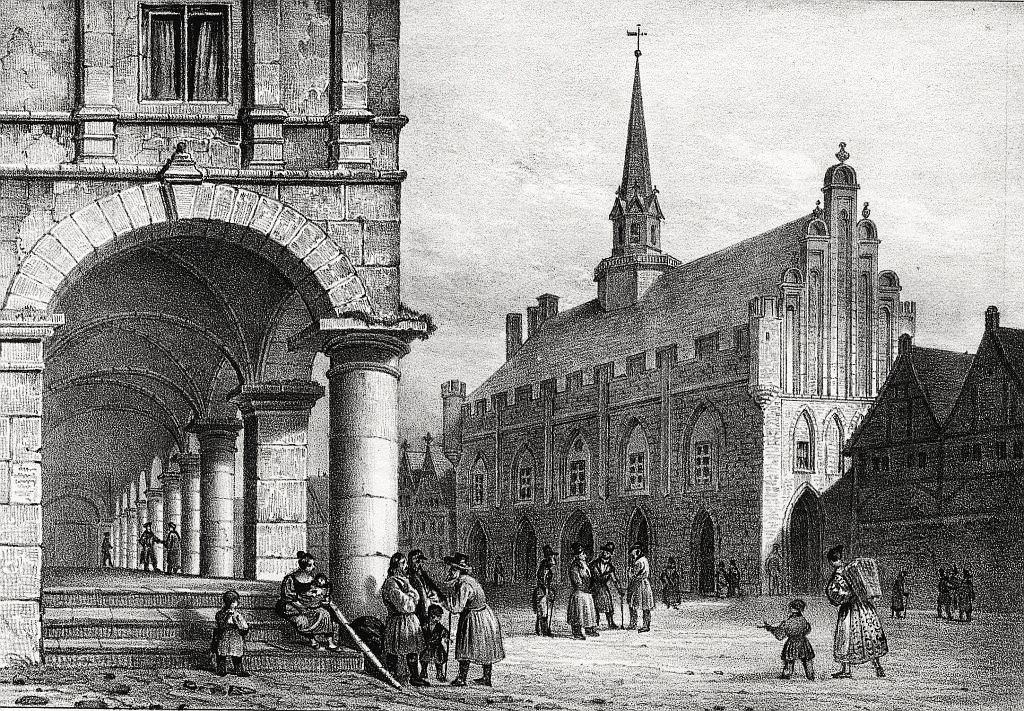
德意志时代的马尔堡

波兰-立陶宛统治该地直到1772年，当时三大列强第一次瓜分波兰，普鲁士获得了该地，将其并入普魯士省。1871年，德意志帝国成立，马尔堡随普鲁士王国加入新成立的德意志帝国，归属西普鲁士省。根據第一次世界大戰後《凡爾賽條約》的條款，居民在1920年7月11日舉行的公民投票中被問及是否想留在德國或加入新重建的波蘭。在馬尔堡鎮，9,641票投給了德國，165票投給了波蘭。最终馬尔堡被納入德國東普魯士省的馬林韋德行政區。在魏瑪時代，馬林堡位於波蘭、德國和但澤自由市之間的交會處。第一次世界大戰結束後，該鎮遭受了經濟危機的打擊。1933年1月，希特勒和納粹黨上台，立即開始消滅政敵，以至於在1933年3月最後一次半自由選舉中，馬林堡54%的選票投給了納粹。1939年9月德國入侵波蘭後，波蘭少數民族領袖被捕並被送往集中營。1939年10月后该地区划归但泽-西普鲁士帝国大区。
二战前夕德国人已经开始修复的马尔堡。在二战时由于盟军和轰炸以及苏军的占领，超过50%的马尔堡城被摧毁。但刚刚好在二战前修好的马尔堡的大教堂也也摧于战火。二战后，德国前东部领土被划归波兰和苏联，马尔堡因此也被波兰接收。
1994年9月16日，马尔堡同时也被列入波兰的官方历史丰碑名录，名录所列历史建筑由波兰国家文物局维护。1997年联合国教育、科学及文化组织将条顿骑士团的马尔堡和马尔堡城堡博物馆列入世界文化遗产。

## 名人
- 溫里希·馮·克尼普羅德（Winrich von Kniprode，1310-1382）是條頓騎士團的第22任大團長
- 康拉德·馮·容宁根 (Konrad von Jungingen, c.1355-1407) 條頓騎士團第25任大團長
- 卡尔·鲁道夫·列金（Carl Rudolf Legien，1861-1920），德国社会民主党政治家
- 艾里希·卡姆克（Erich Kamke，1890-1961）德国数学家
- 沃尔夫冈·巴特尔斯（Wolfgang Barthels，1940-），德国男子足球运动员
- 格热戈日·博莱斯瓦夫·拉托（Grzegorz Bolesław Lato，1950-），波兰足球运动员、足球领队